# Woodes Rogers
Woodes Rogers (ca. 1679 – 15 de julio de 1732) fue un corsario inglés que se convirtió en el primer Gobernador Real de las Bahamas. Es también conocido por haber sido el capitán del navío que rescató al náufrago  Alexander Selkirk. 

## Biografía
Rogers pertenecía a una familia integrada principalmente por marineros. Pasó su juventud en Poole y Bristol, y trabajó como aprendiz de marino de un capitán de esta última ciudad.
Su padre, que poseía acciones en varias embarcaciones, murió cuando Rogers estaba entre sus 20 y 30 años de edad, por lo que Rogers quedó a cargo del negocio familiar a partir de ese instante.
En 1707, el capitán William Dampier lo contactó para pedirle que se integrara con él en un viaje de corso contra los españoles, con quien los británicos estaban en guerra en la guerra de sucesión española. Rogers encabezó la expedición, que consistía en dos navíos bien armados, el Duke y la Duchess; era el piloto del primero. El 2 de agosto de 1708 partió de Bristol. En tres años, junto con su tripulación, navegó por todo el mundo y capturó varios navíos en el Océano Pacífico. También rescató a Selkirk el 1 de febrero de 1709, que se encontraba en el archipiélago Juan Fernández, en la isla hoy conocida como Robinson Crusoe. En la Baja California capturó el Galeón de Manila en un sangriento combate en el que perdió a muchos de sus tripulantes, al tiempo que fueron atacados por la enfermedad. Después, puso nuevamente rumbo a Europa donde realizó una carta náutica en español con la descripción de todas las costas entre Acapulco y Chiloé.
En octubre de 1711, la expedición de Rogers regresó a Gran Bretaña, después de haber circunnavegado el mundo y preservar los barcos y a la mayoría de la tripulación; los inversores duplicaron sus fondos en la expedición. Rogers pasó a ser considerado como un héroe nacional.
Poco después, resultó herido en algunos combates en el Pacífico, y su hermano fue asesinado. Aunado a ello, su tripulación lo demandó debido a que alegaban no haber recibido la proporción justa que les correspondía de las ganancias obtenidas por la expedición. Rogers quedó en quiebra a causa de esto. Posteriormente, escribió sobre sus experiencias navales en un libro titulado A Cruising Voyage Round the World, que tuvo una buena recepción comercial en parte a que el público sentía una cierta fascinación por el rescate de Selkirk.
Rogers fue elegido como Gobernador de las Bahamas en dos ocasiones, durante las cuales tuvo que enfrentarse contra españoles que amenazaban el territorio, y también tuvo que erradicar la colonia de piratas que habitaba ahí. A pesar de esto, en su primera gestión a cargo de las Bahamas, su situación financiera era caótica, por lo que al regresar a Gran Bretaña fue aprisionado por deudas.
Rogers murió el 15 de julio de 1732, a los 53 años de edad, durante su segundo mandato como gobernador del citado territorio.

## Cultura popular
- Woodes Rogers aparece en el videojuego Assassin's Creed IV: Black Flag, lanzado al mercado en 2013.
- Además, aparece como personaje principal durante la tercera y cuarta temporada de la serie Black Sails (2014-2017), siendo interpretado por el actor británico Luke Roberts.
- En el famoso manga y anime One Piece. El personaje de Gol D. Roger está basado en este Corsario